# Islandia en los Juegos Paralímpicos de Pekín 2008
Islandia estuvo representada en los Juegos Paralímpicos de Pekín 2008 por cinco deportistas, cuatro hombres y una mujer. El equipo paralímpico islandés no obtuvo ninguna medalla en estos Juegos.